# Call de Girona

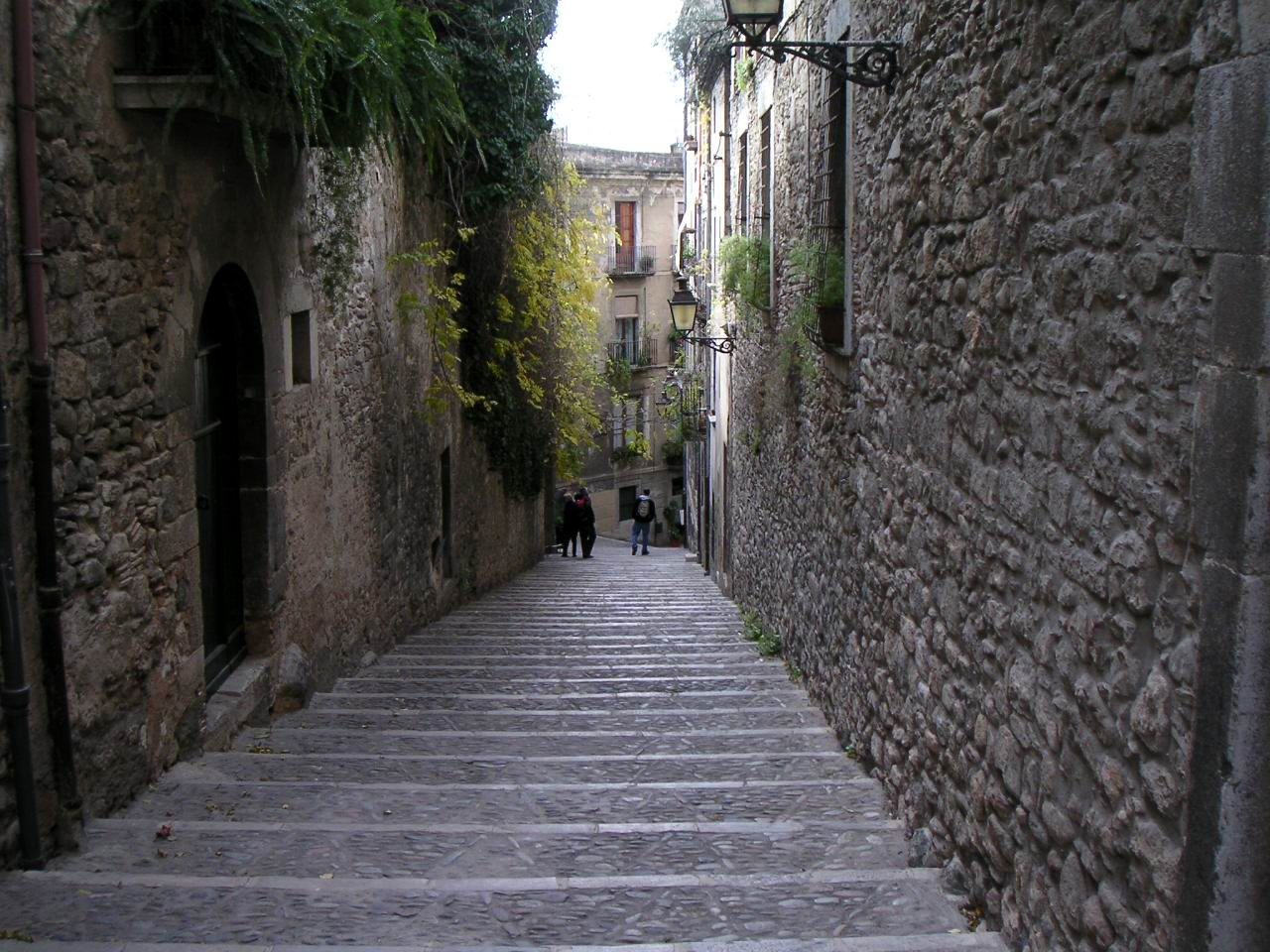
Carrer del call de Girona

El Call de Girona va ser, des del punt de vista cultural, una de les més importants comunitats jueves d'occident. Actualment és el call millor conservat d'Europa.
Call, de l'hebreu kahal (קהל), és la paraula utilitzada per a anomenar els diversos barris jueus en català.
Un document de l'any 888 ja esmenta la presència d'unes 25 famílies de religió mosaica.
El Call de Girona es va començar a formar a partir del segle xii, al carrer de la Força, quan s'hi instal·laren famílies jueves que abans vivien en els voltants de la catedral.
Hi arribaren a viure una mitjana de 800 persones.
A la ciutat van desenvolupar les seves teories importants pensadors com Jacob ben Sehet Gerundí, el poeta Mesulam ben Selomó de Piera, i els grans filòsofs Ezra ben Salomó i Azriel de Girona.
Tanmateix la figura més rellevant va ser el metge, poeta, filòsof i exegeta Mosse ben Nahman, més conegut com a Bonastruc ça Porta.
De l'escola de la càbala de Girona en sortí el primer grup de cabalistes de la península Ibèrica fins a la primera meitat del segle xiii. Abraham ben Isaac he-Hazan, a banda de poeta, també destacà per formar part del cercle cabalístic de Girona.
Gràcies al suport de l'ambaixada d'Israel, s'ha rehabilitat part del call, on hi funciona el Centre Bonastruc ça Porta - Institut d'Estudis Nahmánides.
Té també el patrocini del "Patronat Municipal Call de Girona".
El call de Girona és molt visitat per jueus i turistes en general, perquè és sobretot una gran font de cultura d'altres èpoques.
El barri actual només conserva part del traçat medieval.